# Bulbul
Bulbuli su familija, Pycnonotidae, ptica pevačica srednje veličine. Porodica je raspoređena u većem delu Afrike i na Bliskom istoku, tropskoj Aziji do Indonezije i severno do Japana. Domovina bulbula je Irak. Nekoliko ostrvskih vrsta se pojavljuje na tropskim ostrvima Indijskog okeana. Postoji preko 150 vrsta u 27 rodova. Dok se neke vrste nalaze u većini staništa, afričke vrste se uglavnom nalaze u prašumi. Međutim, vrste iz kišnih šuma su retke u Aziji, i azijske bulbuli preferiraju otvorenije prostore.

## Taksonomija i sistematika

### Etimologija
Reč bulbul je izvedena iz persijskog i arapskog (بلبل), sa značenjem slavuj, mada se bulbul odnosi na vrabaste ptice različite familije.

### Rodovi
Trenutno je definisano 27 rodova:
- Rod
- Rod  – (2 vrste)
- Rod  – (49 vrsta)
- Rod  – (12 vrsta)
- Rod
- Rod  – (5 vrsta)
- Rod
- Rod
- Rod  – (2 vrste)
- Rod
- Rod  – (5 vrsta)
- Rod
- Rod
- Rod  – (21 vrsta)
- Rod  – (4 species)
- Rod  – (5 vrsta)
- Rod  – (7 vrsta)
- Rod
- Rod
- Rod
- Rod  – (6 vrsta)
- Rod  – (4 vrste)
- Rod  – (3 vrste)
- Rod  – (3 vrste)
- Rod  – (15 izumrlih i 1 postojeća vrsta)
- Rod
- Rod

## Literatura
- Beresford, P.; Barker, F.K.; Ryan, P.G.; Crowe, T.M. (2005). „African endemics span the tree of songbirds (Passeri): molecular systematics of several evolutionary 'enigmas'”. Proc. Roy. Soc. Lond. B. 272 (1565): 849—858. PMC 1599865 . PMID 15888418. doi:10.1098/rspb.2004.2997.
- Cibois, Alice (2001). „AN ENDEMIC RADIATION OF MALAGASY SONGBIRDS IS REVEALED BY MITOCHONDRIAL DNA SEQUENCE DATA”. Evolution. 55: 1198. doi:10.1554/0014-3820(2001)055[1198:AEROMS]2.0.CO;2.
- Delacour, J (1943). „A revision of the genera and species of the family Pycnonotidae (bulbuls)”. Zoologica. 28 (1): 17—28.
- Fishpool L. & Tobias J. (2005) "Family Pycnonotidae (Bulbuls) in del Hoyo, J.; Elliot, A. & Christie D. (editors). (2005). Handbook of the Birds of the World. Volume 10: Cuckoo-Shrikes to Thrushes. Lynx Edicions.  84-87334-72-5
- Moyle, Robert G. (2006). „Phylogenetic relationships of the bulbuls (Aves: Pycnonotidae) based on mitochondrial and nuclear DNA sequence data”. Molecular Phylogenetics and Evolution. 40: 687—695. doi:10.1016/j.ympev.2006.04.015.
- Pasquet, Éric; Han, Lian-Xian; Khobkhet, Obhas; Cibois, Alice (2001). „Towards a molecular systematics of the genus Criniger, and a preliminary phylogeny of the bulbuls (Aves, Passeriformes, Pycnonotidae)” (PDF). Zoosystema. 23 (4): 857—863. Архивирано из оригинала (PDF) 16. 8. 2009. г. Приступљено 12. 1. 2007.